# Streblosa microcarpa
Streblosa microcarpa är en måreväxtart som beskrevs av Henry Nicholas Ridley. Streblosa microcarpa ingår i släktet Streblosa och familjen måreväxter. Inga underarter finns listade i Catalogue of Life.